# Nicolas de Béguelin
Nicolas de Béguelin (n. 1714 la Courtelary, lângă Berna - m. 1789 la Berlin) a fost un fizician francez.
L-a avut ca profesor pe Johann Bernoulli și a fost prieten cu Leonhard Euler, cu care a întreținut o intensă corespondență.
A elaborat o metodă pentru aflarea divizorilor primi de forma: 4x2+1, pe care a publicat-o în 1775.